# Phrurolithus dolius
Espèce
Phrurolithus dolius est une espèce d'araignées aranéomorphes de la famille des Phrurolithidae.

## Distribution
Cette espèce est endémique d'Arizona aux États-Unis,. Elle se rencontre vers Flagstaff.

## Description
Le mâle holotype mesure 1,83 mm et la femelle paratype 1,96 mm.

## Publication originale
- Chamberlin & Ivie, 1935 : Miscellaneous new American spiders. Bulletin of the University of Utah, vol. 26, no 4, p. 1-79 (texte intégral).